# 苗沙河
苗沙河是俄羅斯的河流，位於韃靼斯坦共和國，屬於卡馬河的右支流，最終注入古比雪夫水庫，河道全長204公里，流域面積4,180平方公里，雨水主要來自溶雪和雨水，在每年11月開始結冰，直至翌年4月。
55°27′42″N 49°21′29″E / 55.46167°N 49.35806°E